# Silvius dorsalis
Silvius dorsalis är en tvåvingeart som beskrevs av Daniel William Coquillett 1898. Silvius dorsalis ingår i släktet Silvius och familjen bromsar. Inga underarter finns listade i Catalogue of Life.